# مايكل سكوت (كاتب)
مايكل سكوت (بالإنجليزية: Michael Scott)‏ (و. 1959  م) هو كاتب، وكاتب خيال علمي، وكاتب للأطفال أيرلندي، ولد في دبلن.

## وصلات خارجية
- مايكل سكوت على موقع IMDb (الإنجليزية)
- مايكل سكوت على موقع ميوزك برينز (الإنجليزية)
- مايكل سكوت في قاعدة بيانات الأفلام على الإنترنت